# 勃生縣
勃生縣為緬甸伊洛瓦底省轄下的縣，其區域面積為10,454平方公里，2014年人口1,630,716人。首府位在勃生。

## 行政區劃
以下為勃生縣轄下的鎮區：
- 勃生鎮區（Pathein Township）
- 甘基當鎮區（Kangyidaunk Township）
- 達榜鎮區（Thabaung Township）
- 額不都鎮區（Ngapudaw Township）[2]

## 城市
- 勃生（Pathein）
- 甘基當（Kangyidaunk）
- 達榜（Thabaung）